# Dólmen de Poulnabrone

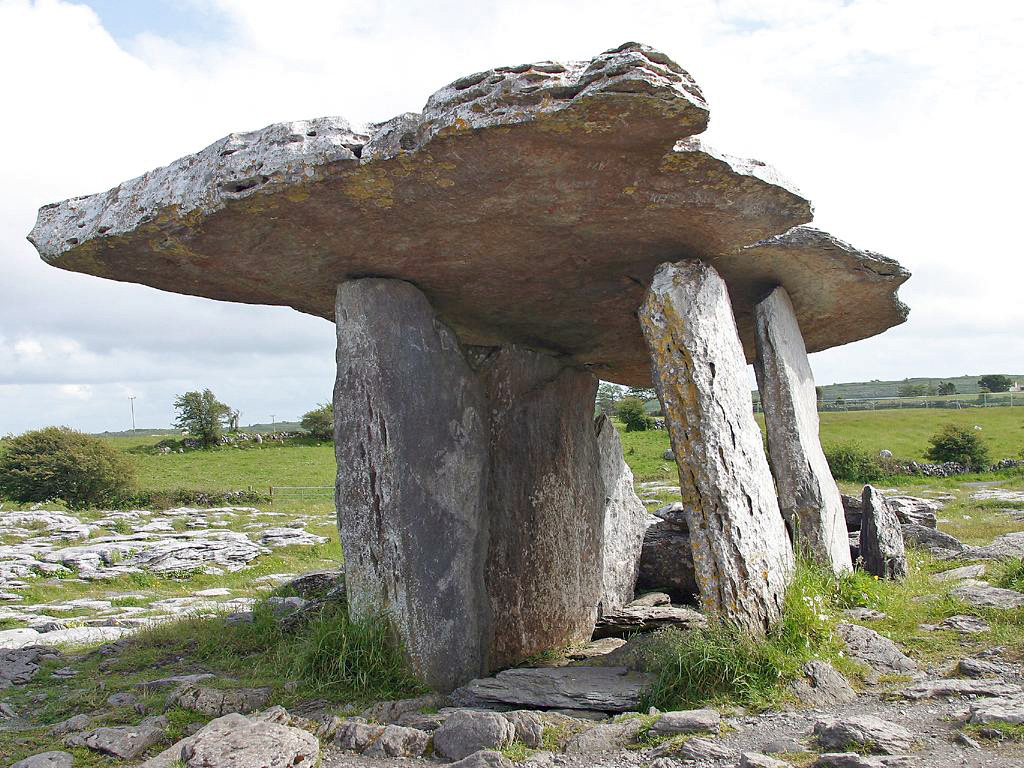
Dólmen de Poulnabrone, imagem mostras os três ortóstatos

Dólmen de Poulnabrone (Poll na Brón em irlandês) é um dólmen excepcionalmente grande ou tumba portal localizada em Burren, County Clare, Irlanda. Situado em um dos pontos mais desolados e mais altos da região, é composto por três pedras portais sustentando uma pesada cúpula horizontal, e data do período Neolítico, provavelmente entre 4.200 a.C. e 2.900 a.C. É o mais conhecido e mais amplamente fotografado das aproximadamente 172 antas da Irlanda.
A configuração cárstica foi formada a partir de calcário depositado há cerca de 350 milhões de anos. A anta foi construída por fazendeiros do Neolítico, que escolheram o local seja para o ritual, como marco territorial, ou como cemitério coletivo. O que resta hoje é apenas o "esqueleto de pedra" do monumento original; originalmente teria sido coberto com solo, e sua laje coberta por um monte de pedras .
Quando o local foi escavado em 1986 e novamente em 1988, cerca de 33 restos humanos, incluindo os de adultos, crianças (e os restos mortais de uma criança da Idade do Bronze muito posterior) foram encontrados enterrados sob ele, junto com vários objetos de pedra e osso que seriam foram colocados com eles no momento do enterro. Os restos mortais e os objetos funerários datam de entre 3800 a.C. e 3200 a.C.

## Nome
Poulnabrone é uma transcrição fonética para o inglês do irlandês Poll na Brón. Brón é o caso genitivo da palavra irlandesa bró, que significa quern, então o nome significa "Buraco (ou Poço) da Pedra de Quern". Às vezes é traduzido erroneamente como "Hole of Sorrows" (Poll na mBrón).

## Localização e propósito
O dólmen de Poulnabrone está situado em um campo rochoso e imaculado na cidade de Poulnabrone, Kilcorney, perto da estrada R480, 8 km ao sul de Ballyvaughan. Está bem fora dos limites do Parque Nacional Burren, ao contrário do que algumas fontes de informação sugerem. Sua localização teria sido de difícil acesso na época em que foi construída, e provavelmente foi usada como um centro de rituais até a Idade do Bronze, com evidências de que estava em uso até mesmo no início da era celta medieval. Pode ter servido também como um marcador territorial na paisagem neolítica, em uma posição significativa amplamente visível de todos os arredores e perto da importante rota norte-sul da Baía de Ballyvaughan ao sul até a região onde Kilnaboy agora está. É possível que os habitantes dos assentamentos próximos ao que hoje é Kilnaboy tenham erguido a estrutura para delimitar a fronteira norte de seu território, embora também fosse usada para sepultamentos.

## Projeto

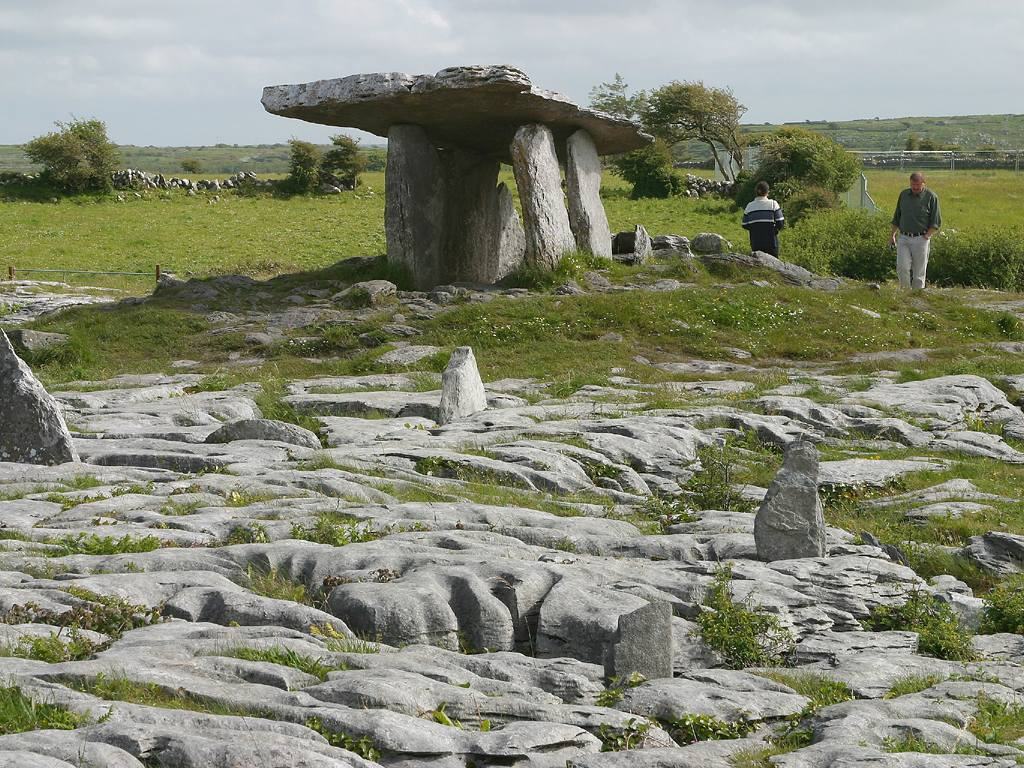
Vista com pavimento de pedra calcária cárstica em primeiro plano

Poulnabrone é a maior tumba portal irlandesa depois de Brownshill Dolmen no condado de Carlow. Ele está localizado nos restos de um monte e consiste em uma pedra angular tabular semelhante a uma laje com pouco mais de 4 metros de comprimento, 2 a 3 metros de largura e 30 cm de espessura. Excepcionalmente para dólmens deste tipo, a pedra angular inclina-se para oeste. O "teto" da câmara formado por esta enorme pedra angular é suportado por dois conjuntos de pedras portal paralelas verticais delgadas e ortostatos (lajes verticais), cada uma com cerca de 2 metros de altura, que marcam a entrada e o suporte a pedra angular do solo, criando uma câmara que se estreita para o leste. Seu cairn se estende em média por 3 metros da câmara.
As pedras verticais estabilizam a câmara e, como são colocadas diretamente sobre a rocha calcária, não teriam sido mais altas durante o período Neolítico. A entrada está voltada para o norte e é atravessada por uma pedra de peitoril baixa, que está posicionada em uma fenda leste-oeste. Três pedras logo antes da pedra do peitoril formam uma antecâmara preenchida com terra e pedras.
A datação por radiocarbono indica que a tumba provavelmente estava sendo usada como cemitério entre 3.800 e 3.200 a.C. As descobertas estão agora no Museu Clare, Ennis, emprestado do Museu Nacional da Irlanda.

## Escavações

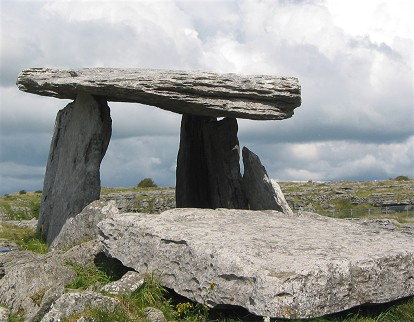
A grande pedra angular, com a pedra do portal caída na frente

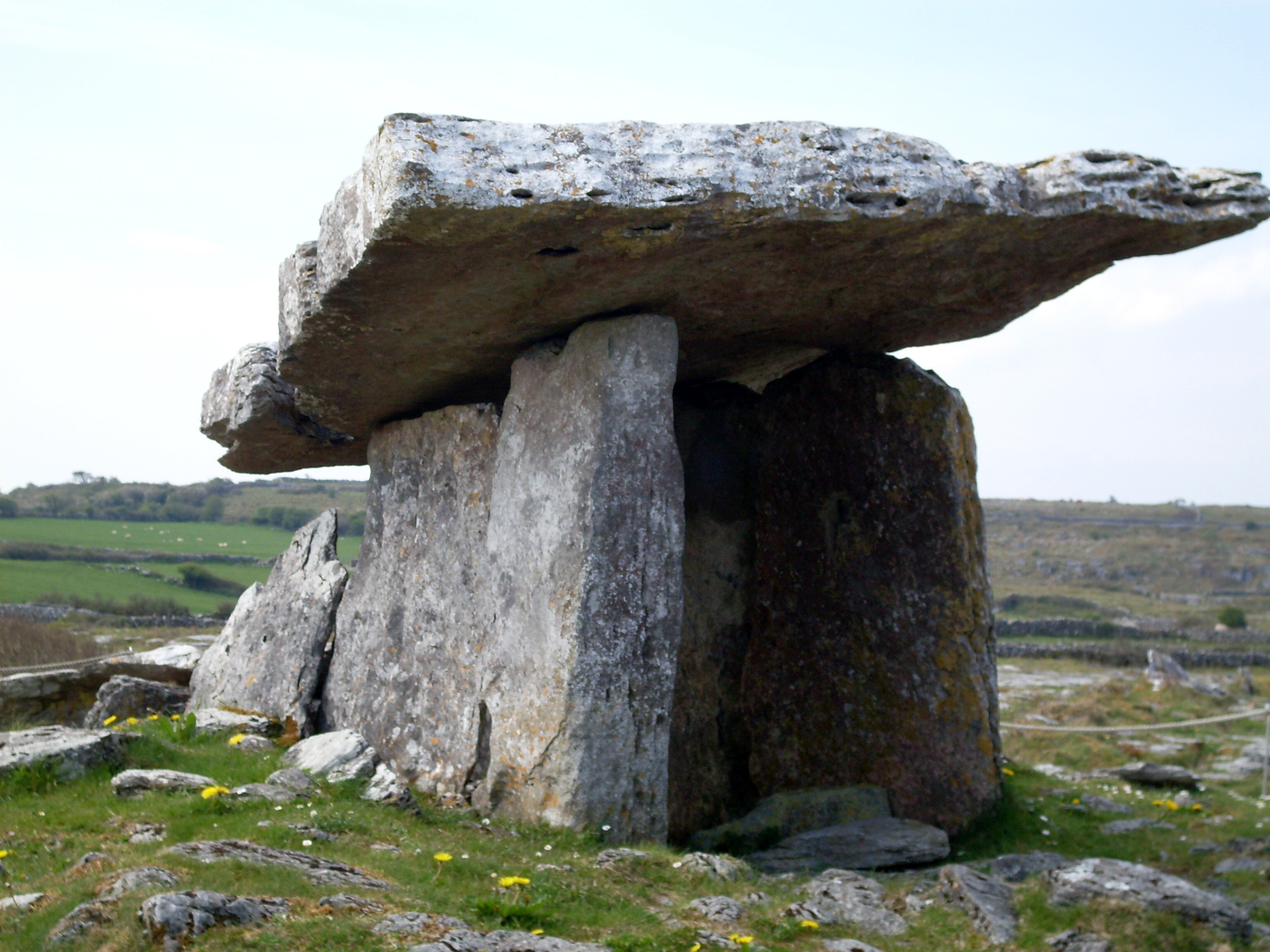
Vista traseira da câmara mortuária

Uma rachadura em espiral na pedra do portal oriental foi descoberta por um morador local em 1985. Como a rachadura provavelmente desestabilizaria a tumba, duas fases de conservação foram realizadas, ambas supervisionadas pela Dra. Ann Lynch, arqueóloga sênior do governo irlandês no Serviço de Monumentos Nacionais. O dólmen foi desmontado e a pedra rachada substituída durante as escavações em 1986 e 1988.

### Restos humanos
Durante as escavações, os restos mortais de cerca de 33 pessoas foram encontrados enterrados sob o monumento. Todos, exceto um dos adultos, tinham menos de 30 anos. Eles foram estabelecidos como tendo vivido entre 3800 e 3200 a.C., e como o solo não se tornou um cemitério permanente por milênios, pode-se presumir que eles eram membros de uma elite específica. Os itens pessoais enterrados com eles incluem um machado de pedra polida, jóias na forma de pingentes de osso e cristais de quartzo, bem como armas e cerâmica. O fato de nenhum dos esqueletos estar intacto levou à conclusão de que o local não foi planejado como um local de sepultamento contínuo: em vez disso, os corpos foram misturados cronologicamente, em vez de terem sido enterrados sequencialmente - embora todos tenham sido encontrados no estratos originais. Muitas vezes era difícil, ou impossível, distinguir os restos mortais de cada indivíduo, ou mesmo estabelecer seu sexo. Apenas um adulto parece ter vivido mais de 40 anos.
Muitos dos ossos apresentavam sinais de artrite na parte superior do corpo, e os dentes das crianças apresentavam evidências de doença e desnutrição. Na maioria dos casos, a patologia e a condição física dos restos mortais indicavam vidas passadas em trabalho físico pesado e um período de vida que terminou antes dos 30 anos, apesar da teoria de que se tratava de indivíduos aparentemente de alto escalão. Dois dos corpos mostram provas de ferimentos graves: um crânio e caixa torácica com fraturas afundadas, curadas antes da morte, e um osso do quadril de um homem adulto, perfurado pela ponta de um projétil de pedra e não curado, o que significa que a lesão ocorreu pouco antes a hora da morte. Os corpos foram deixados em outro lugar para se decompor - em um local protegido, já que nenhum dos ossos mostra qualquer sinal de marcas de dentes de animais. Apenas o esqueleto foi levado aqui e depositado. Como alguns deles mostram marcas de queimadura, eles podem ter sido purificados ritualmente pelo fogo antes.
Durante a Idade do Bronze (c. 1750 a 1420 a.C.), ou seja, muito mais tarde, um bebê recém-nascido foi enterrado no pórtico, fora da entrada.

## Turismo e preservação
O local é relativamente imaculado, apesar de ser uma atração turística popular. Uma corda serve de barreira entre os turistas e a anta, a fim de preservar a pedra ancestral, e é solicitado que os turistas não ultrapassem essa barreira nem toquem na anta. 
Um grande estacionamento foi inaugurado em 2007 pelo Conselho do Condado de Clare para lidar com problemas de tráfego causados por carros ou ônibus que estacionam na estrada estreita, guiados por uma estimativa de 2005 que coloca o número de visitantes anuais em 200.000. Em 2007, a tensão surgiu quando a Dra. Ann Lynch, a arqueóloga que liderou a escavação do local, solicitou que as instalações para visitantes fossem reduzidas a fim de preservar "a qualidade espiritual da paisagem ao redor da tumba".